# 란산구 (린이시)

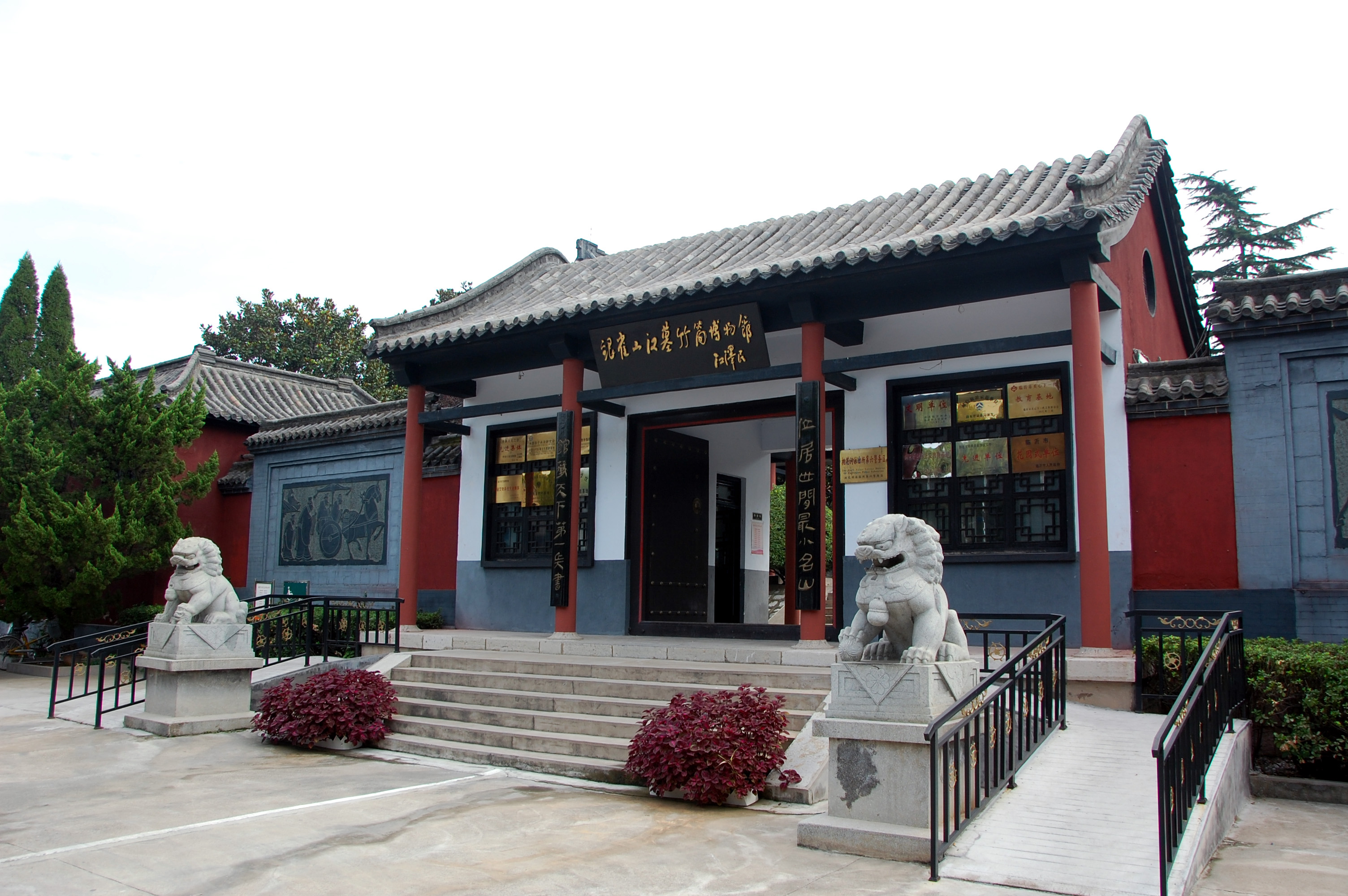

란산구(한국어: 난산구, 중국어: 兰山区, 병음: Lánshān Qū)는 중화인민공화국 산둥성 린이 시의 현급 행정구역이다. 넓이는 665km2이고, 인구는 2007년 기준으로 910,000명이다.

## 행정 구역
4개 가도, 7개 진을 관할한다.
- 가도: 兰山街道, 银雀山街道, 金雀山街道, 南坊街道
- 진: 白沙埠镇, 枣沟头镇, 半程镇, 义堂镇, 马厂湖镇, 李官镇, 朱保镇.